# Regel von Sarrus
In der linearen Algebra ist die Regel von Sarrus (auch sarrussche Regel oder Jägerzaun-Regel) ein Verfahren, mit dem die Determinante einer {\displaystyle 3\times 3}-Matrix leichter berechnet werden kann. Diese Regel ist nach dem französischen Mathematiker Pierre Frédéric Sarrus benannt. Es handelt sich um einen Spezialfall der Leibniz-Formel.

## Anwendung
Für die {\displaystyle 3\times 3}-Matrix
{\displaystyle A={\begin{pmatrix}a_{\text{11}}&a_{\text{12}}&a_{\text{13}}\\a_{\text{21}}&a_{\text{22}}&a_{\text{23}}\\a_{\text{31}}&a_{\text{32}}&a_{\text{33}}\end{pmatrix}}}

Sarrus-Regel

besteht die Determinante aus 6 Summanden von je 3 Faktoren, die man leicht anhand des folgenden Schemas darstellen und einprägen kann (siehe Grafik rechts).
Dabei schreibt man die ersten beiden Spalten der Matrix rechts neben die Matrix und bildet Produkte von je 3 Zahlen, die durch die schrägen Linien verbunden sind. Dann werden die von links oben nach rechts unten verlaufenden Produkte addiert und davon die von links unten nach rechts oben verlaufenden Produkte subtrahiert. Eine andere übliche Vorgehensweise besteht darin, die ersten beiden Zeilen unten an die Matrix anzuhängen und dann nach dem Muster in der oben stehenden Abbildung vorzugehen. Man erhält auf diese Weise die Determinante von {\displaystyle A}:
{\displaystyle \det(A)=a_{\text{11}}a_{\text{22}}a_{\text{33}}+a_{\text{12}}a_{\text{23}}a_{\text{31}}+a_{\text{13}}a_{\text{21}}a_{\text{32}}-a_{\text{13}}a_{\text{22}}a_{\text{31}}-a_{\text{11}}a_{\text{23}}a_{\text{32}}-a_{\text{12}}a_{\text{21}}a_{\text{33}}}
Für {\displaystyle 2\times {2}}-Matrizen gilt die ähnlich aussehende Regel
{\displaystyle \det(A)={\begin{vmatrix}a_{11}&a_{12}\\a_{21}&a_{22}\end{vmatrix}}=a_{\text{11}}a_{\text{22}}-a_{\text{12}}a_{\text{21}}}
Die Regel von Sarrus gilt nur für Determinanten dritter Ordnung. Für mehr als drei Dimensionen wird die Leibniz-Formel schnell sehr groß, der Rechenaufwand wächst mit der Fakultät der Dimension. Bestehen viele Einträge der Matrix aus Nullen, so kann der laplacesche Entwicklungssatz die Berechnung vereinfachen. Substantiell schnellere Berechnungsmöglichkeiten auch im allgemeinen Fall bieten dagegen Zerlegungen der Matrix, etwa über den Gauß-Algorithmus.